# Mimikapurperspreeuw
De mimikapurperspreeuw (Aplonis mystacea) is een zeldzame spreeuwensoort. De vogel werd verzameld tijdens de expeditie van de British Ornithologist's Union naar Nederlands Nieuw-Guinea in 1910 en in een jaar later als nieuwe soort (maar in een ander geslacht) geldig beschreven door William Robert Ogilvie-Grant als Calornis mystacea.

## Kenmerken
Deze purperspreeuw lijkt sterk op de violette purperspreeuw maar heeft een geel oog.

## Verspreiding en leefgebied
De mimikappurperspreeuw heeft een zeer klein verspreidingsgebied op de eilanden Biak en Numfor in de Geelvinkbaai, West-Papoea, Nieuw-Guinea.

## Status
De grootte van de populatie is niet gekwantificeerd want er is weinig over deze soort bekend. Het is een vogelsoort van laaglandregenwoud (tot 580 m boven de zeespiegel). Deze purperspreeuw staat als gevoelig op de Rode Lijst van de IUCN omdat zijn leefgebied wordt bedreigd door houtkap en er ook nog jacht op deze spreeuw wordt gemaakt.